# Sensaçion
Sensaçion ist ein Latin-Pop-Song von Stefan Raab, den er 2001 als Kunstfigur Eddie Rodriguez herausbrachte. Das Lied erreichte Platz 30 der deutschen Charts.

## Hintergrund
Stefan Raab hatte über seine Fernsehshow TV total bereits mehrere Hits hervorgebracht, darunter die Ö La Palöma Boys, den Maschen-Draht-Zaun mit Truck Stop sowie seinen Eurovision-Song-Contest-Song Wadde hadde dudde da? Zuvor hatte er bereits den Eurovision-Song-Contest-Beitrag Guildo hat euch lieb! unter dem Pseudonym Alf Igel (als Anspielung auf Ralph Siegel) für Guildo Horn geschrieben. Im April 2001 führte er die Kunstfigur „Eddie Rodriguez“ bei TV total ein.
Eddie Rodriguez wurde vermeintlich von Showpraktikant Elton beim Surfen im Internet entdeckt und war von da an fester Bestandteil der Show. Er wurde als Sänger aus Puerto Rico vorgestellt, der angeblich in ganz Lateinamerika ein Superstar sei und einen ausschweifenden Lebensstil führe. Er sah Stefan Raab zum Verwechseln ähnlich, hatte jedoch einen dunkleren Teint und schwarze Haare. Außerdem zog er sich nach dem typischen Klischee eines Latin Lover an. Erweitert wurde das Repertoire um einen aufreizenden Hüftschwung, einen spanischen Akzent und eine anziehende Wirkung auf Frauen. Es wurde Bildmaterial eingespielt, das ihn an der Seite von Kylie Minogue und Lionel Richie zeigte, auch ein vermeintlicher Auftritt des Künstlers bei Jerry Springer wurde gezeigt. Stefan Raab tat so, als würde er mit dem Künstler in Verhandlung stehen.
Am 7. Mai 2001 trat schließlich Eddie Rodriguez bei TV total mit dem Lied Sensaçion auf; angereist kam er mit einer Stretch-Limousine und in Begleitung mehrerer leicht bekleideter Frauen. Um die Kunstfigur glaubhafter zu machen, kam der echte Stefan Raab am Ende des Auftritts auf die Bühne und stellte sich neben die von ihm geschaffene Kunstfigur. Ähnlich wie bei dem Ausschnitt aus der Jerry-Springer-Show handelte es sich dabei um einen Kameratrick.
In der Folge erschien Sensaçion als Musikvideo und Single. Die Single erreichte in der Folge Platz 30 der deutschen Charts. Im Sommer 2001 war der Song außerdem Teil eines Werbespots für die Fast-Food-Kette McDonald’s. Unklar ist, ob der Song von Anfang an für den Spot geplant war. Es handelte sich um eine der ersten Viralen-Marketing-Aktionen im deutschen Fernsehen.
Offiziell aufgelöst wurde die Geschichte von Stefan Raab nie, jedoch waren die Auftritte von Rodriguez nach dem ersten offiziellen Auftreten deutlich ironischer. Auch wies das Impressum der Website das Kölner Unternehmen e-tv Produktions- und Vermarktungsgesellschaft mbH als Urheber aus. Dabei handelte es sich um eine Tochter von Brainpool.
Nach der Sommerpause 2001 wurde Eddie Rodriguez in der Sendung nicht mehr erwähnt und auch die Website wurde vom Netz genommen.

## Text
Musikalisch handelte es sich um einen eingängigen Latin-Pop-Titel im gebrochenen Englisch, der Refrain ist auf Spanisch gehalten. Das lyrische Ich besingt eine weibliche Person namens Maria, von der es regelrecht besessen ist und mit ihr trotz ihrer Zurückweisung eine Liebesbeziehung haben möchte. Dazwischen wird in gesprochener Version Eddie Rodriguez sowohl von sich selbst als auch von einem weiblichen Chor beweihräuchert und seine Liebesqualitäten gepriesen.

## Musikvideo
Das Musikvideo wurde erstmals bei TV Total vorgestellt und zeigt Eddie Rodriguez an der Seite von einer Reihe von Tänzerinnen auf einer Showbühne. In ständig wechselnden Szenen demonstriert er seinen Reichtum mit dazu gehörigen Klischees.

## Single
Die Maxi-Single enthielt vier verschiedene Versionen des Songs. Das Cover ziert den Künstler als Graffiti auf der puerto-ricanischen Landesflagge mit dem Pro7-Logo und den Schriftzügen „No 1 in Puerto Rico“ und Discored by: „TV total“. Sie erschien über die angebliche Plattenfirma Eddie Records, die in Wahrheit ein Sublabel von Edel Records war. Als Verlag waren auch EMI Music, Roof Groove Music und die TV-Produktionsgesellschaft Brainpool an der Entstehung der Single beteiligt, wie es auch aus dem Cover der Maxi ersichtlich war.
1. Sensaçion (Radio Eddie) – 3:14
2. Sensaçion (Eddie's Edition Especial De Salsa Acoustic Con Guitarra) – 3:06
3. Sensaçion (Extended Eddie) – 5:22
4. Sensaçion (Version Instrumental) – 3:14

## Charts und Chartplatzierungen
Sensaçion stieg erstmals am 28. Mai 2001 auf Rang 30 der deutschen Singlecharts ein, was zugleich die beste Chartnotierung darstellte. Die Single platzierte sich sechs Wochen in den Top 100. In Österreich stieg die Single am 27. Mai 2001 auf Rang 66 ein und erreichte seine Höchstplatzierung eine Woche später mit Rang 38. In der Schweiz konnte sich Sensaçion drei Wochen in den Charts platzieren und erreichte dabei am 10. Juni 2001 mit Rang 92 seine beste Platzierung.
Für Raab als Produzent avancierte Sensaçion zum 15. Charthit in Deutschland sowie zum elften in der Schweiz und zum achten in Österreich. In seiner Autorentätigkeit ist es sein zwölfter Charterfolg in Deutschland, sein neunter in der Schweiz und der sechste in Österreich. Als Interpret erreichte er zum neunten Mal die deutschen Singlecharts. In Österreich und der Schweiz ist je sein fünfter Charthit nach Hier kommt die Maus, Maschen-Draht-Zaun, Wadde hadde dudde da? und Ho mir ma ne Flasche Bier (Schluck, Schluck, Schluck).
| ChartsChartplatzierungen | Höchstplatzierung | Wochen |
| ------------------------ | ----------------- | ------ |
| Deutschland (GfK)        | 30 (6 Wo.)        | 6      |
| Österreich (Ö3)          | 38 (7 Wo.)        | 7      |
| Schweiz (IFPI)           | 92 (3 Wo.)        | 3      |